# Simon Prebble
Simon Micawber Prebble (sinh ngày 13 tháng 2 năm 1942) là một diễn viên và người kể chuyện người Anh. Ban đầu là một diễn viên sân khấu, anh có một sự nghiệp rộng lớn trong phim truyền hình, là một phát thanh viên chương trình trò chơi ở Anh, và một người kể chuyện lồng tiếng cho truyền hình và phim. Trong những năm gần đây, anh đã thuật lại một số lượng lớn sách âm thanh và nhận được Audie (Oscar sách âm thanh) vào năm 2010.

## Sự nghiệp
Năm 1960, anh theo học trường âm nhạc và kịch nghệ Guildhall, Luân Đôn và bắt đầu sự nghiệp diễn xuất của mình tại một trong những vở kịch truyền hình trực tiếp đầu tiên của Anh, 'Home Tonight' với David Hemmings. Trong mười một năm tiếp theo, ông đã làm việc rất nhiều trên đài phát thanh và truyền hình và trong nhà hát kịch nói của tỉnh bao gồm một năm với Hamlet của Ian McKellen. Năm 1972, trong một sự thay đổi định hướng, ông làm phát thanh viên liên tục cho Đài truyền hình miền Nam. Sau đó, vào năm 1973 Prebble gia nhập Capital Radio, đài âm nhạc thương mại hợp pháp đầu tiên ở Anh, nơi ông tổ chức một chương trình tạp chí tin tức hàng ngày London Day. Sau đó, anh bắt đầu sự nghiệp tự do với tư cách là người dẫn chương trình và phát thanh viên, bao gồm mười ba năm làm giọng nói quảng cáo của Truyền hình Thames, và từ năm 1984, anh là phát thanh viên cho phiên bản trò chơi Anh của The Price Is Right với Leslie Crowther.
Năm 1990 Prebble chuyển đến New York, nơi anh tiếp tục làm công việc lồng tiếng. Cũng như ghi lại nhiều quảng cáo trên đài phát thanh và truyền hình, ông đã tổ chức và tường thuật một số bộ phim tài liệu truyền hình, đặc biệt là Target-Mafia. Anh cũng lồng tiếng cho Computer in Courage the Cowardly Dog, đây có lẽ là vai diễn nổi tiếng nhất của anh ở Mỹ. Tác phẩm lồng tiếng cho phim của anh bao gồm đóng vai Ernest Shackleton trong bộ phim tài liệu năm 2000 The Endurance. Năm 1996, anh là một diễn viên chính [3] trong một năm (với vai phản diện Martin Chedwyn) trong vở opera xà phòng hàng ngày của Mỹ As the World Turns.

Ở Hoa Kỳ, anh cũng bắt đầu thuật lại audiobook và giờ đây nó đã trở thành nghề nghiệp chính của anh. Xem lại phiên bản audiobook của The Big Over Easy năm 2005 của Jasper Fforde, Publishers Weekly nhận thấy rằng,

"Giọng nói vang dội của người Anh của Prebble rất phù hợp để kể chuyện cổ tích kỳ quái, gãy xương này, đây có lẽ là cuốn tiểu thuyết yếu nhất của Fforde, thiếu sự tinh tế trong văn học của cuốn sách Thứ năm tiếp theo. Nhưng màn trình diễn của Prebble dễ dàng làm cho cuốn sách nói hay nhất của Fforde này cho đến nay".
Tính đến năm 2018, anh đã ghi được hơn 750 danh hiệu. Là một trong những 'Giọng ca vàng' và 'Tiếng nói hay nhất thế kỷ' của tạp chí AudioFile, tác phẩm của anh đã mang lại cho anh năm giải thưởng 'Lắng nghe', ba mươi bảy giải thưởng Tai nghe và năm 2005, anh được đặt tên là 'Người kể chuyện của năm' Nhà xuất bản hàng tuần. Được đề cử mười bảy lần cho 'Audies' (audiobook 'Oscar'), cuối cùng anh đã được trao giải 'Audie' đáng thèm muốn vào năm 2010, năm anh cũng được đặt tên là 'Tiếng nói của sự lựa chọn'.
Năm 2003, tại Nhà Chiswick, phía tây London, anh kết hôn với họa sĩ đồ họa người Thụy Điển, Marie-Janine Hellstrom. Năm 2007, cả ông và vợ đều trở thành công dân Hoa Kỳ.